# Día Mundial del Donante de Sangre
El Día Mundial del Donante de Sangre es una jornada que se celebra anualmente el 14 de junio desde 2004, establecida en 2005 por la Organización Mundial de la Salud (OMS).

## Proclamación
El Día Mundial del Donante de Sangre se celebra cada 14 de junio, siendo inicialmente propuesto en 2003 por un acuerdo conjunto entre la OMS, la Federación Internacional de Sociedades de la Cruz Roja y de la Media Luna Roja, la Federación Internacional de Organizaciones de Donantes de Sangre y la Sociedad Internacional de Transfusión de Sangre. Estas organizaciones establecieron este día para agradecer a los donantes voluntarios y no remunerados y concienciar sobre la necesidad de donaciones regulares que aseguren la calidad, seguridad y disponibilidad de sangre y sus derivados. Posteriormente, el 23 de mayo de 2005, la Asamblea Mundial de la Salud oficializó este día como un evento anual para enfatizar aún más la importancia de la sangre segura y sus productos, cruciales para tratamientos y emergencias médicas en todo el mundo.

## Celebración
Este día se celebra anualmente el 14 de junio, elegido en honor al nacimiento de Karl Landsteiner, un científico pionero en el descubrimiento de los grupos sanguíneos. La primera celebración tuvo lugar en 2004. Durante la celebración anual de este día, las agencias proporcionan asesoramiento y orientación a los países para la organización de sus propias conmemoraciones, y colaboraron en el desarrollo de programas nacionales de donación de sangre. Estos programas buscan garantizar un suministro seguro y adecuado mediante donaciones voluntarias y no remuneradas.OMS considera que estas donaciones voluntarias garantizan la seguridad y la disponibilidad de la sangre, especialmente dado que las donaciones voluntarias tienden a tener tasas más bajas de infecciones transmisibles.

## Temas y países anfitriones
| Año  | País                   | Ciudad           | Tema                                                                             |
| ---- | ---------------------- | ---------------- | -------------------------------------------------------------------------------- |
| 2004 | Sudáfrica              | Johannesburgo    | Primer Día Mundial del Donante de Sangre                                         |
| 2005 | Reino Unido            | Londres          | Celebrating your gift of blood, ('Celebrar la donación de sangre')               |
| 2006 | Tailandia              | Bangkok          | Celebrar la donación de sangre                                                   |
| 2007 | Canadá                 | Ottawa           | Día Mundial del Donante de Sangre 2007                                           |
| 2008 | Emiratos Árabes Unidos | Dubái            | Una vez no es suficiente, gracias por volver                                     |
| 2009 | Australia              | Melbourne        | 100% de donaciones voluntarias no remuneradas de sangre y componentes sanguíneos |
| 2010 | España                 | Barcelona        | Sangre nueva para el mundo                                                       |
| 2011 | Argentina              | Buenos Aires     | Más sangre. Más vida                                                             |
| 2012 | Corea del Sur          | Seúl             | Cada donante de sangre es un héroe                                               |
| 2013 | Francia                | París            | Regale vida, done sangre                                                         |
| 2014 | Sri Lanka              | Colombo          | Sangre segura para salvar a las parturientas                                     |
| 2015 | China                  | Shanghái         | Gracias por salvarme la vida                                                     |
| 2016 | Países Bajos           | Ámsterdam        | La sangre nos conecta a todos                                                    |
| 2017 | Vietnam                | Hanoi            | ¿Qué puedes hacer? Dona sangre. Dona ahora. Dona a menudo                        |
| 2018 | Grecia                 | Atenas           | Date a los demás. Dona sangre. Comparte vida                                     |
| 2019 | Ruanda                 | Kigali           | Sangre segura para todos                                                         |
| 2020 |                        |                  | La sangre segura salva vidas                                                     |
| 2021 | Italia                 | Roma             | Dona sangre para que el mundo siga latiendo                                      |
| 2022 | México                 | Ciudad de México | Donar sangre es un acto de solidaridad. Súmate al esfuerzo y salva vidas         |
| 2023 | Argelia                |                  | Dona sangre, dona plasma, comparte la vida, compártela frecuentemente            |